# Wisłok Wielki
Wisłok Wielki [ˈviswɔk ˈfjɛlkʲi]IPA (ukrajinsky Вислік Великий) je vesnice v Bukowské pahorkatině. Od roku 1999 se nachází v Podkarpatském vojvodství v jihovýchodním Polsku; dříve v Krosenském vojvodství (1975–1998) a okrese Sanok, podokres Bukowsko, který se nachází poblíž měst Medzilaborce a Palota (na severovýchodním Slovensku). Dříve byla úředně rozdělena na dvě části: Wisłok Górny („horní Wisłok“) a Wisłok Dolny („dolní Wisłok“). Název „Wisłok Wielki“ znamená „velký Wisłok“.

## Dějiny
Wisłok Wielki byl založen v roce 1361. Po velké válce byl Wisłok Wielki hlavním městem Komančské republiky. V letech 1946–1947 bylo rusínské obyvatelstvo přesídleno do Sovětského svazu.

## Geografie
Obec leží v nadmořské výšce 482 m a pokrývá plochu 6,3 km². Má asi 250 obyvatel.